# Saint-Gondran
Saint-Gondran (bretonisch: Sant-Gondran) ist eine französische französische Gemeinde mit 629 Einwohnern (Stand: 1. Januar 2022) im Département Ille-et-Vilaine in der Region Bretagne; sie gehört zum Arrondissement Rennes und zum Kanton Melesse.
Die Einwohner werden Gondranais genannt.

## Geographie
Saint-Gondran liegt etwa 21 Kilometer nordnordwestlich von Rennes.

### Nachbargemeinden
Umgeben ist Saint-Gondran von den Nachbargemeinden La Chapelle-Chaussée im Westen und Norden, Saint-Symphorien im Nordosten und Osten sowie Langouet im Südosten und Süden.

## Bevölkerungsentwicklung
| Jahr                       | 1962 | 1968 | 1975 | 1982 | 1990 | 1999 | 2006 | 2013 | 2020 |
| Einwohner                  | 211  | 204  | 215  | 338  | 378  | 464  | 504  | 527  | 586  |
| Quellen: Cassini und INSEE |      |      |      |      |      |      |      |      |      |

## Sehenswürdigkeiten
- Kirche Saint-Gondran, Monument historique[1]
- Schloss Couesbouc
- Römischer Meilenstein aus dem ersten Jahrhundert

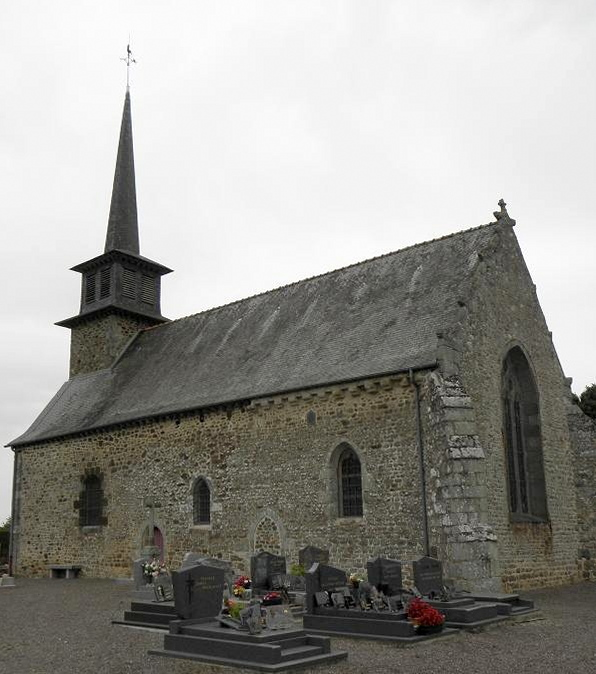
Kirche Saint-Gondran